# Бискочито
Бискочито (исп. bizcochito, biscochitos или bizcochitos, уменьш. от bizcocho) — хрустящее масляное печенье Новой мексиканской кухни, приправленное сахаром, корицей и анисом. Тесто тонко раскатывают и традиционно нарезают в форме геральдической лилии, а иногда креста, звезды и полумесяца.

## История
Печенье было разработано жителями Нью-Мексико, первыми испанскими колонистами на территории, известной тогда как Санта-Фе-де-Нуэво-Мехико. На рецепт приготовления печенья большое влияние оказали не только местные обычаи, но и рецепты, привезенные в Нью-Мексико иммигрантами из других латиноамериканских стран.
Бискочитос подают во время особых торжеств, таких как свадьба, крещение и религиозные праздники (особенно в период Рождества) . Его обычно подают вместе с горячим шоколадом. Печенье мало известно за пределами изначальной испанской провинции, хотя носители испанского языка по названию могут распознать ассоциацию с бискочо, даже если они не сталкивались с печеньем раньше.

## Официальный статус
В 1989 году штат Нью-Мексико в США сделал бискочито официальным печеньем штата. Это сделало Нью-Мексико первым штатом США, имеющим официальное печенье штата. Выбор был сделан, чтобы поддерживать традиционную домашнюю выпечку.